# ولادیسلاوا الکسیوا

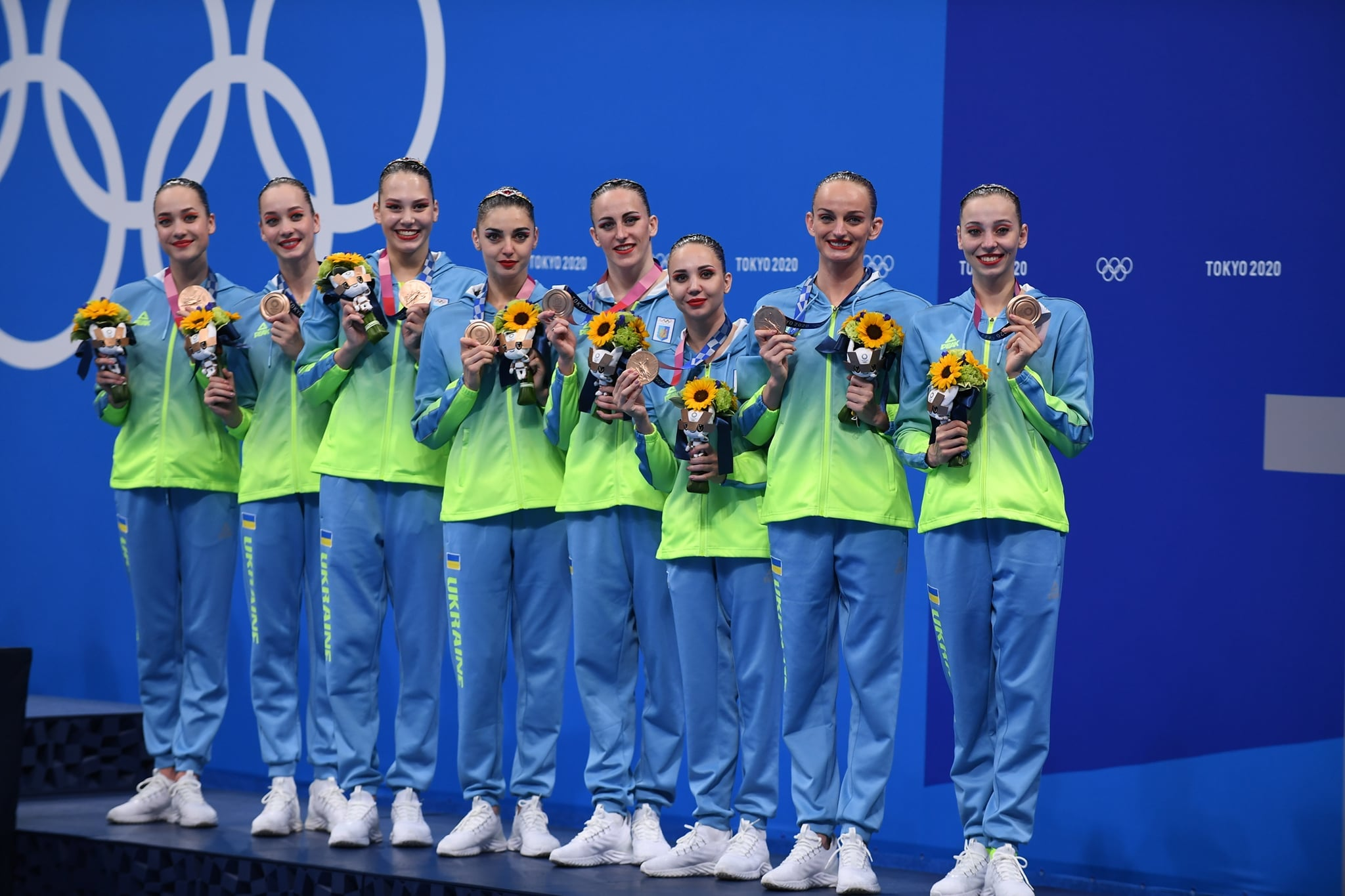
تیم شنای موزون اوکراین در المپیک ۲۰۲۰

ولادیسلاوا الکسیوا (اوکراینی: Владислава Антонівна Алексіїва؛ زادهٔ ۲۹ مهٔ ۲۰۰۱) شناگر موزون اهل اوکراین است.
وی در مسابقات کشوری و بین‌المللی در مجموع برندهٔ ۵ مدال طلا، ۳ مدال نقره، ۵ مدال برنز شده‌است.